# Беременность
Бере́менность — физиологическое состояние животных, характерное для самок живородящих млекопитающих. Сходный процесс вынашивания потомства у других живородящих животных (некоторых рыб и пресмыкающихся) тоже часто называют беременностью. Это состояние обусловлено зачатием новых особей и представляет собой процесс вынашивания детёнышей внутри организма самки. Период беременности при успешном исходе завершается родами. Во время беременности зародыш развивается и растёт за счёт получения питательных веществ от матери, а у самок, в свою очередь, происходит перестройка организма, а у млекопитающих — и подготовка к предстоящему вскармливанию рождённых детёнышей.
Беременность может наступать как в результате естественного оплодотворения, так и в результате искусственного осеменения, а также в результате имплантации оплодотворенной яйцеклетки путём экстракорпорального оплодотворения. В последнем случае возможна как внутривидовая, так и межвидовая беременность.

## Млекопитающие
Беременность происходит у плацентарных и сумчатых млекопитающих. Срок варьируется в широких пределах в зависимости от вида: от 12—13 суток у длинноносых бандикутов и у обыкновенного опоссума до 660 у слонов.

### Человек
Нормальный срок беременности у человека составляет около 38 недель (или около 40 недель так называемого акушерского срока, отсчитываемого от начала последней менструации), который делят на три фазы по три месяца (триместры), во время каждой из которых происходят свои изменения. Факт наличия беременности устанавливается по ряду признаков.

### Живородящие рыбы
К живородящим рыбам относятся акулы, скаты и некоторые другие.
Скаты
У некоторых живородящих скатов развитие происходит при помощи так называемого желточного последа, который образуется ворсинчатыми отростками стенки желточного пузыря, внедряющимися в стенку маткообразного расширения яйцевода, что даёт возможность притоку пластических веществ из материнского организма в яйцо. У этих рыб, следовательно, существуют явления, сходные с беременностью млекопитающих.

### Пресмыкающиеся
К живородящим пресмыкающимся относятся обыкновенная гадюка, живородящая ящерица и другие.